# Harald Eia
Harald Eia, född Harald Meldal Eia 9 februari 1966, är en norsk skådespelare, sociolog, komiker och manusförfattare.
Han är känd från en rad humorprogram på norska NRK i samarbete med bland andra Bård Tufte Johansen och Atle Antonsen. Eia har även varit programledare för det norska TV-programmet Hjernevask (Hjärntvätt).
Han var gift med skådespelerskan Anne Ryg från 1998 till 2007.

## TV-serier i urval
- 2003 - Uti vår hage (med Bård Tufte Johansen och Atle Antonsen)
- 2004 - Team Antonsen (med Atle Antonsen Bård Tufte Johansen och Kristopher Schau)
- 2005 - Tre brødre som ikke er brødre (med Bård Tufte Johansen och Atle Antonsen)
- 2007 - Videobloggeren Rubenmann
- 2008 - Uti vår hage 2 (med Bård Tufte Johansen och Atle Antonsen)
- 2009 - Den norske humor (jurymedlem)
- 2010 - Hjernevask
- 2010 - Storbynatt (med Bård Tufte Johansen)

## Filmografi (urval)
- 1993 - Secondløitnanten
- 1996 - Jakten på nyresteinen
- 2000 - Detektor
- 2003 - United

## Filmmanus
- 1996 - Åpen post (TV-serie)
- 2000 - Misunnelse
- 2000 - De 7 dødssyndene
- 2003 - Uti vår hage (TV-serie)
- 2004 - Team Antonsen (TV-serie)
- 2005 - Tre brødre som ikke er brødre (TV-serie)
- 2008 - Uti vår hage 2 (TV-serie)